# Оспанов, Бакыт Сагындыкович
Бакыт Сагындыкович Оспанов (каз. Бақыт Сағындықұлы Оспанов; 1 сентября 1947, с. Ынтымак, Джамбулский район, Алма-Атинская область, Казахская ССР) — казахстанский государственный деятель. Кандидат сельскохозяйственных наук. Доктор экономических наук, профессор. Депутат Верховного Совета Республики Казахстан XII созыва.

## Биография
Оспанов Бакыт Сагындыкович родился 1 сентября 1947 года в селе Интумак Джамбулского района Алма-Атинской области Казахской ССР.

### Образование
В 1971 году окончил Казахский сельскохозяйственный институт по специальности агроном.
В 1989 году окончил Алма-Атинскую высшую партийную школу.

### Трудовая деятельность
Трудовую деятельность начал в 1965 году рабочим Каргалинского суконного комбината.
С 1971 по 1984 годы работал помощником бригадира, главным агрономом, председателем рабочего комитета, секретарём парткома Казахского НИИ картофельного и овощного хозяйства, а также директором Первомайского опытного хозяйства совхоза «Джетысу».
В 1984–1986 годах - председатель Талгарского райисполкома.
В 1986–1990 годах - первый секретарь Нарынкольского райкома Компартии Казахстана, председатель райсовета.
В 1990–1991 годах - секретарь Алма-Атинского обкома Компартии Казахстана.
В 1990–1993 годах - депутат Верховного Совета Республики Казахстан XII созыва.
В 1992–1993 годах - заместитель председателя Государственного комитета Республики Казахстан по земельным отношениям и землеустройству.
С июня 1993 по март 1997 года - председатель Государственного комитета Республики Казахстан по земельным отношениям и землеустройству. 
С март 1997 по октябрь 1999 года - председатель Комитета по управлению земельными ресурсами Министерства сельского хозяйства Республики Казахстан. 
С октября 1999 по 2008 год - председатель Агентства Республики Казахстан по земельным ресурсам.
30 мая 2008 года указом Президента Казахстана был назначен Чрезвычайным и Полномочным Послом Республики Казахстан в Кыргызской Республике. Занимал эту должность до июля 2009 года.

## Научная деятельность
Кандидатская диссертация: «Предпосадочное рыхление почвы и режим орошения картофеля в условиях горной зоны Северного Тянь-Шаня» (1994).
Докторская диссертация: «Земельная реформа Республики Казахстан: методология, методы, практика» (2002).
Автор ряда публикаций по вопросам земельной реформы и агропромышленной политики.

## Награды
- Орден «Құрмет» (2001),
- Медали Республики Казахстан.

## Семья
Жена — Турсунгайша Мукановна Оспанова. Дети - две дочери Шинара, Жазира и сын Кайрат.